# Makoto Tsumura
Makoto Tsumura (jap. 津村 まこと Tsumura Makoto; ur. 22 lipca 1965 w Sapporo) – japońska seiyū i piosenkarka związana z Aoni Production. Wcześniej pracowała dla Mausu Promotion.

## Wybrane role
- Bleach – Shibata Yūichi
- Demashita! Powerpuff Girls Z – Gomma
- Fullmetal Alchemist – Selim Bradley
- Hikaru no go – Kimihiro Tsutsui
- Kapitan Jastrząb –
  - Mitsuru Sano,
  - Kazuki Sorimachi,
  - Syn Rivaula
- Król szamanów – Elly
- Naruto – młody Kimimaro
- Paradise Kiss – Suguru Hayasaka
- Paranoia Agent – Shogo Ushiyama
- Pokémon –
  - Tsubasa (Krystal),
  - Kim,
  - Jirō Takuma (Forrest Franklin),
  - Ichirō Takuma (Forrester Franklin),
  - Ayako (Johanna)
- Sazae-san – Wakame Isono (późniejsze odcinki)